# منوچهر دانش‌پژوه
منوچهر دانش‌پژوه (۱۳۱۷–۱۳۹۴) استاد ادبیات فارسی، شاهنامه‌پژوه، تاریخدان، شاعر و نویسندهٔ کتاب‌های ادبی در ایران بود. او از سال ۱۳۴۰ به کار تدریس اشتغال داشت و این کار را تا سال‌های پایانی زندگی ادامه داد.
منوچهر دانش‌پژوه متولد ۱۳۱۷ در شیراز بود. او پس‌از اتمام تحصیلات در شیراز راهی تهران شد و کار خود را با تدریس در دانشگاه تربیت مدرس و پس‌از آن، تدریس در دانشگاه شیراز و دانشگاه تهران و سایر موسسات آموزشی ادامه داد.
او از شاگردان و دوستان علی‌اصغر حکمت بود و در بسیاری از کتاب‌های خود سعی در معرفی شخصیت و آثار حکمت می‌نمود. دانش‌پژوه در طول زندگی خود بیش از هفتاد عنوان کتاب و صدوچهل مقالهٔ تخصصی منتشر کرد که بیست و پنج عنوان از کتاب‌های او کتابهای درسی دانشگاهی هستند (اغلب در دانشگاه علامه طباطبایی).
دانش‌پژوه با مؤسسه دهخدا همکاری داشت و تحقیقات مشترکی با ایرج افشار و سید جعفر شهیدی انجام داد. او همچنین یک فرهنگ لغات عرفانی با همکاری سیدحسین نصر منتشر کرده‌است.
منوچهر دانش‌پژوه پس از انقلاب اسلامی برای مدتی از کار تدریس منع و از همه مناصب خود برکنار شد اما در سال ۱۳۵۹ دوباره دعوت به کار شد و به مدت یکسال سرپرست مدرسه عالی ادبیات و زبانهای خارجی شد و سپس نقش اساسی در ایجاد دانشکده ادبیات دانشگاه علامه طباطبایی داشت. دانش‌پژوه همچنین در تدوین کتب درسی دانشکده ادبیات دانشگاه پیام نور نقش داشت. دانش‌پژوه سفرهای بسیاری به کشورهای اروپایی و آسیایی داشت و سخنرانی‌های متعددی در دانشگاه‌ها و محافل ادبی انجام داد.
«دانش‌نامه ایران‌زمین»، «گلستان و بوستان سعدی»، «شرح غزلیات سعدی»، «بررسی سفرنامه‌های دوره صفوی»، «حکایات دلنشین»، «شرح تاریخ بیهقی»، «سفرنامه منظوم»، «شرح و توضیح دیوان رودکی»، «شرح کلیله و دمنه»، «گزیده‌های نظم و نثر فارسی»، «تصحیح کشف الاسرار»، «ایران در شاهنامه»، «بررسی زندگی و آثار عطار»، «شرح بهارستان جامی»، «تصحیح و شرح مثنوی خانقاه»، «تصحیح و شرح مثنوی خرابات» و «شرح منثور داستانهای شاهنامه» از جمله آثار منوچهر دانش‌پژوه هستند.

## فهرست کتاب‌ها (بعد از سال ۱۳۷۰)
- دبیر و سلطان (بر اساس تاریخ بیهقی) - نشر اهل قلم
- فرهنگ شیراز - نشر هیرمند
- جایگاه نثر شیراز در تحول نثر فارسی - فرهنگستان هنر ایران
- تصحیح و شرح گلستان سعدی - نشر هیرمند
- تصحیح و شرح بوستان سعدی - نشر هیرمند
- داستان‌های شاهنامه - نشر هیرمند
- تصحیح و شرح کلیله و دمنه - نشر هیرمند
- تصحیح و شرح تاریخ بیهقی - نشر هیرمند
- تصحیح و شرح حدیقة الحقیقه - انتشارات علمی و فرهنگی
- تصحیح و شرح کشف الاسرار و عدةالابرار - نشر فرزان روز
- تصحیح و تلخیص بهارستان جامی - نشر اهل قلم
- تصحیح و تلخیص جوامع الحکایات عوفی - نشر اهل قلم
- تصحیح دفتر هفتم مثنوی - از شاعری ناشناخته - نشر طهوری
- ادبیات ایران پیش از اسلام - دانشگاه تهران
- ایران و شاهنامه - نشر امیرکبیر
- چهل گفتگو (تلخیص مصیبت‌نامه) - نشر اهل قلم
- تصحیح و تلخیص کتاب آداب‌الحرب مبارکشاه - نشر اهل قلم
- تصحیح مثنوی خرابات - فقیر شیرازی - نشر میراث مکتوب
- تصحیح مثنوی خانقاه - فقیر شیرازی - نشر میراث مکتوب
- تا پخته شود خامی (بررسی سفرنامه خارجیانی که از ایران دیدار کرده‌اند) - نشر ثالث (با همکاری سازمان گفتگوی تمدنها)
- نامه نگاری در عصر قاجار - دانشگاه تهران
- گزیده نظم و نثر فارسی - دانشگاه علامه طباطبائی
- بررسی سفرنامه‌های دوره صفوی - دانشگاه اصفهان
- بهین اشعار مهین شاعران - دانشگاه علامه طباطبائی
- گزیده متون تفسیری فارسی - دانشگاه علامه طباطبائی
- شعر فارسی در گذر زمان - دانشگاه شیراز
- فرهنگ اصطلاحات عرفانی - نشر فرزان
- شکوه هخامنشیان در سفرنامه فیثاغورث (مقدمه) - نشر جاودان
- گزیده متون فارسی - نشر اساطیر
- تفنن ادبی در شعر فارسی - نشر طهوری
- نقد روان جامی (زندگی‌نامه جامی) - انتشارات همشهری
- استاد سخن سعدی - انتشارات همشهری
- آفتابی در میان سایه‌ای (زندگی‌نامه عطار) - انتشارات همشهری
- حکیم عرفان‌آموز (زندگی‌نامه سنایی) - انتشارات همشهری
- فرهنگ فارسی-انگلیسی اصطلاحات عرفان اسلامی، با همکاری سیدحسین نصر - دفتر پژوهش و نشر آثار سهروردی
- برگزیده متون نثر فارسی - نشر فرزان روز
- بسوی خداوند جان و خرد - نشر پیروز
- هزار سال تفسیر فارسی - دانشگاه تهران

## درگذشت
منوچهر دانش‌پژوه پس از یک دوره بیماری در آمریکا به ایران منتقل شد و مدتی پس‌از بستری‌شدن در یکی‌از بیمارستان‌های تهران و پس‌از آنکه بیماری او لاعلاج تشخیص داده شد، به درخواست خود به منزلش در شمیران منتقل شد و در همان روز (۱۲ اردیبهشت ۱۳۹۴) درگذشت  و سه روز بعد، طی مراسمی که از سوی دانشگاه علامه طباطبایی برگزار گردید، در قطعه هنرمندان بهشت زهرا به خاک سپرده شد.
بر اساس وصیت منوچهر دانش‌پژوه کتابخانهٔ شخصی او با حدود ۲۵ هزار عنوان کتاب به دانشگاه علامه طباطبایی اهدا شد.